# Uetersener Nachrichten
L’Uetersener Nachrichten (UeNa) est un journal quotidien allemand local diffusé dans l'arrondissement de Pinneberg, Land de Schleswig-Holstein.

## Histoire
En 1887, un journal intitulé Anzeigeblatt für Uetersen und Umgebung paraît à Uetersen. Le premier numéro est publié le dimanche de Pâques, le 10 avril.
Il cesse de paraître pendant l'hyperinflation de la république de Weimar et n'est réédité qu'en 1924.
En 1929, la maison d'édition de l’Uetersener Nachrichten rachète l’Uetersener Tageblatt, fondé en 1864, et regroupe les deux journaux. C'est pour cette raison que le 150e anniversaire est célébré en 2014. Pendant le Troisième Reich, le journal, qui lors de sa première parution soulignait son absence de parti pris politique, devient un bulletin d'information nettement nazi. Après la Seconde Guerre mondiale, le journal redevient impartial et rend compte de manière neutre des événements dans sa zone de diffusion et dans le monde.
Jusqu'à début 2016, l’Uetersener Nachrichten est publié par la maison d'édition Uetersener Nachrichten GmbH sous la direction de Lebrecht et Roland von Zielberg. En février 2016, l’Uetersener Nachrichten et l'éditeur A. Beig annoncent qu'A. Beig Druckerei und Verlag (de) reprend le journal et ses hebdomadaires avec effet rétroactif au début de l'année 2016. Selon von Zielberg, la décision de prendre cette mesure fut prise « en raison de l'évolution des comportements de lecture et du besoin croissant d'offres numériques ». Les journaux de l'éditeur étaient auparavant imprimés par A. Beig depuis de nombreuses années et les pages de couverture provenaient également de là depuis 2004.